# Абингдон (Иллинойс)
Абингдон (англ. Abingdon) — город в США на западе центральной части штата Иллинойс, в 16 км к югу от Гейлсберга. 3612 жителей (2000). Торговый и транспортный центр сельскохозяйственного района (скотоводство, свиноводство, птицеводство, кукуруза, ячмень, соя, фрукты, молочные продукты). Статус города с 1857 года.
Название ему дал основатель в честь своего родного города Абингдон в Мэриленде.